# Krety
Krety (Talpinae) – podrodzina ssaków z rodziny kretowatych (Talipdae).

## Zasięg występowania
Podrodzina obejmuje gatunki występujące w Eurazji i Ameryce Północnej.

## Systematyka
Do podrodziny należą następujące plemiona:
- Scaptonychini Van Valen, 1967 – ogonokrety
- Urotrichini Dobson, 1883 – ryjokrety
- Neurotrichini Hutterer, 2005 – kreciki – jedynym żyjącym współcześnie przedstawicielem jest Neurotrichus gibbsii (S.F. Baird, 1858) – krecik ryjówkowaty
- Desmanini O. Thomas, 1912 – desmany
- Talpini G. Fischer, 1814 – krety

Rodzaje wymarłe o niepewnej pozycji systematycznej i nie sklasyfikowane w żadnym z ww. plemion:
- Achlyoscapter Hutchison, 1968[6] – jedynym przedstawicielem był Achlyoscapter longirostris Hutchison, 1968
- Tegulariscaptor Sansalone, Kotsakis, Schwermann, van den Hoek Ostende & Piras, 2017[7] – jedynym przedstawicielem był Tegulariscaptor minor (Ziegler, 2012).